# Bývalý německý hřbitov (Kozlov)
Bývalý německý hřbitov se nachází za vesnicí Kozlov ve svazích kopce Ranoš v okrese Olomouc v Olomouckém kraji v pohoří Oderské vrchy. Hřbitov byl založen v roce 1922 a patřil ke kostelu svatého Josefa v Kozlově. Hřbitov využívala vesnice Kozlov i její zaniklá osada Ranošov. Hřbitov je udržovaný v původní podobě, je oplocený avšak na náhrobcích je vidět vliv času. Hřbitov je památkou na bývalé německé obyvatele, kteří v oblasti žili do roku 1946. Hřbitov je volně přístupný z polní cesty a vede k němu turistická stezka a cyklostezka.

## Galerie

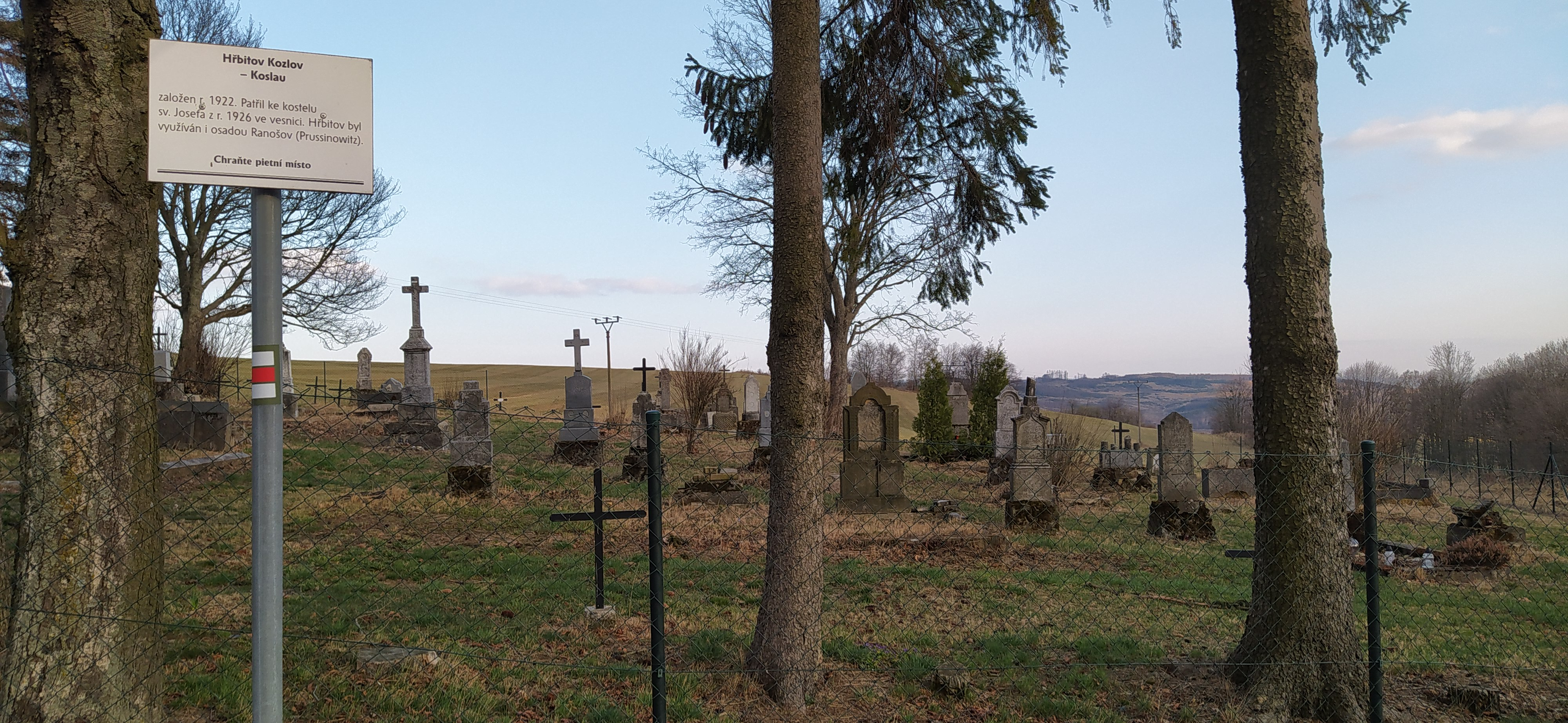
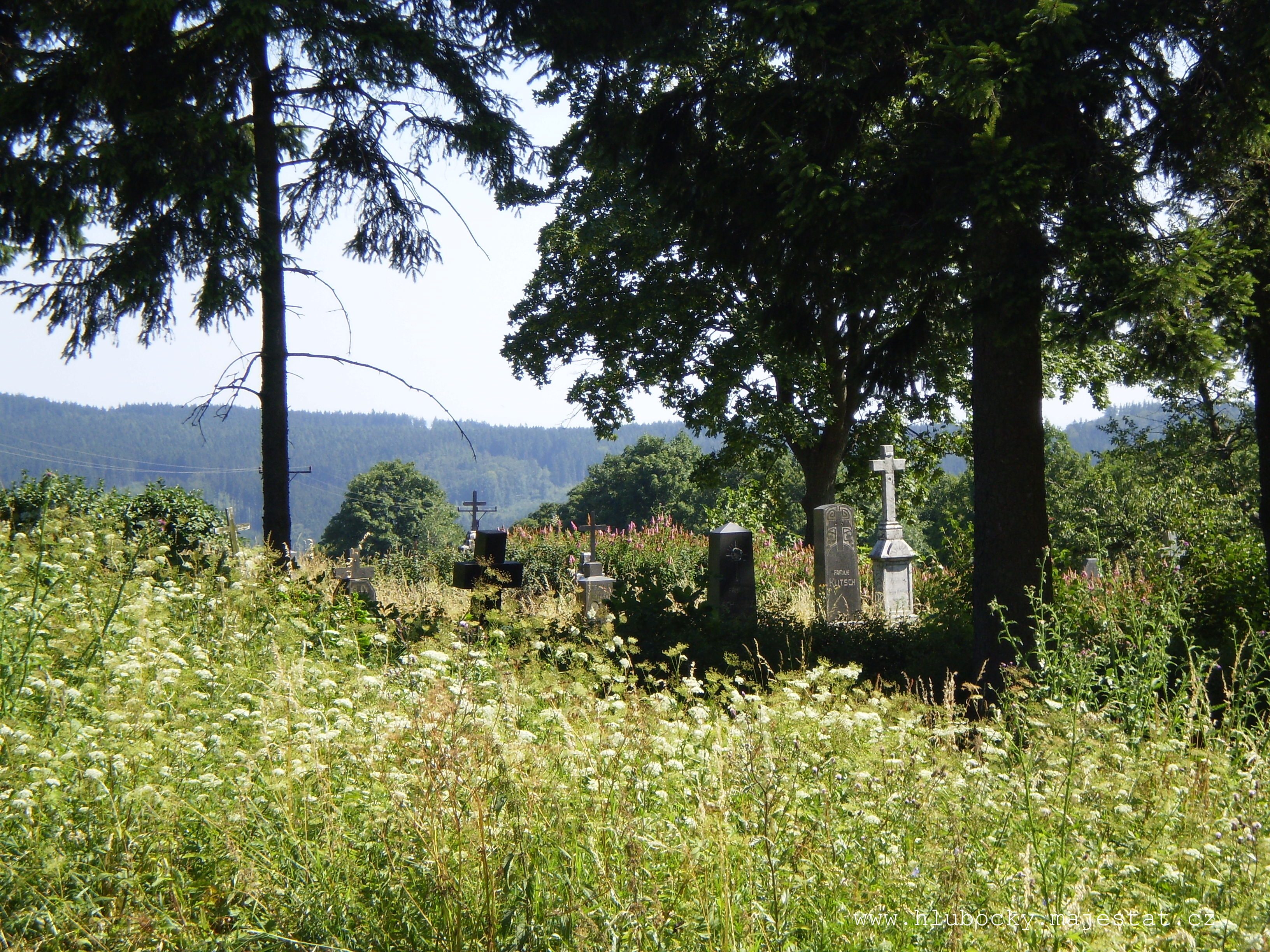
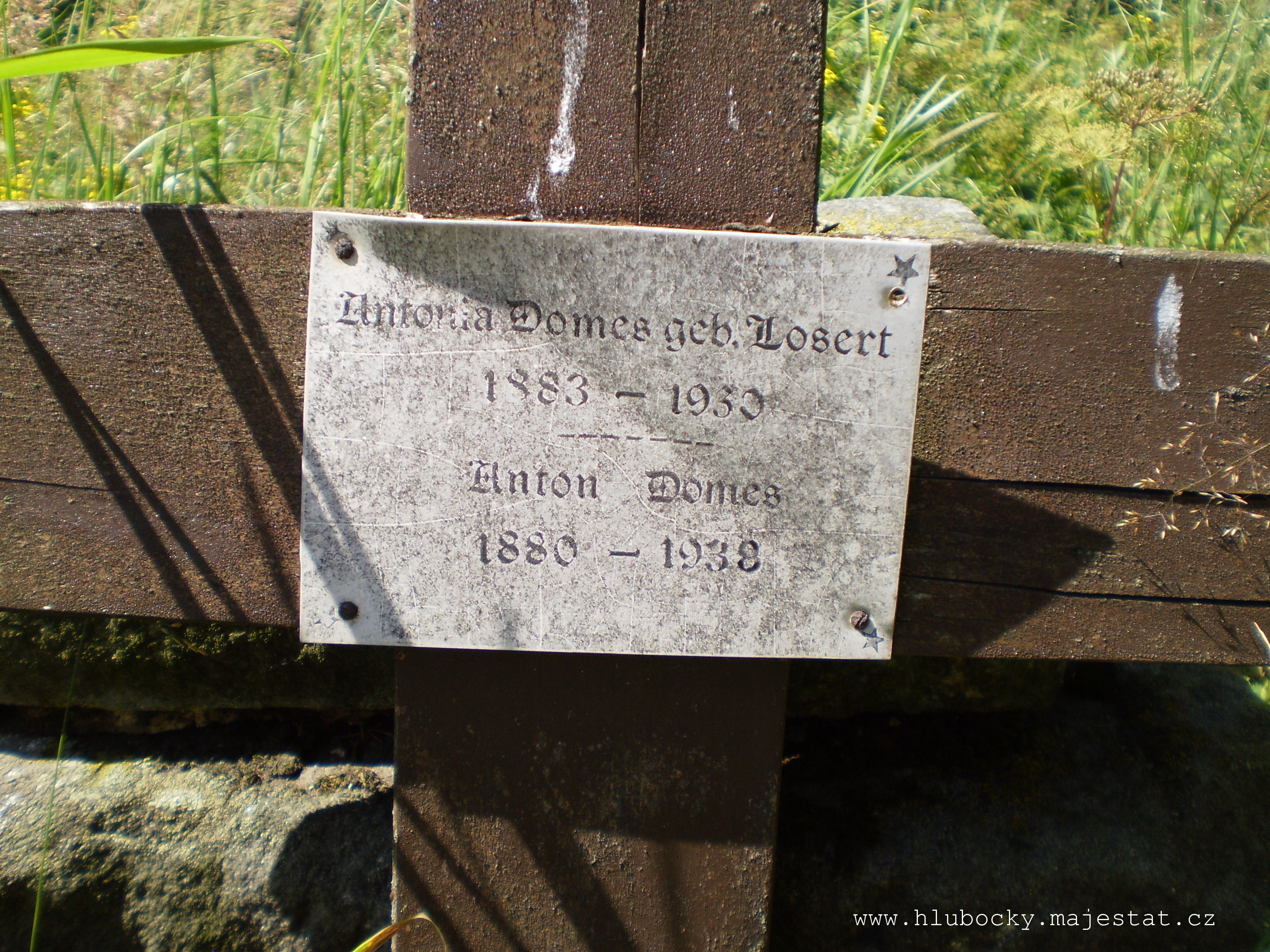